# 60 gags de Boule et Bill no 6
Pour les articles homonymes, voir 60 gags de Boule et Bill.
60 gags de Boule et Bill N° 6 est le 6e album de la série de bande dessinée Boule et Bill de Jean Roba. L'ouvrage est publié en 1970.

## Historique
L'album publie 59 gags entre le no 378 et le no 436 qui ont été pré-publiés dans les éditions du journal Spirou entre le no 1550 à 1609 durant les années 1967, 1968 et 1969.
En 1999, à l'occasion des 40 ans de la série, la collection a été refondue : les albums, qui comportaient auparavant 64, 56 ou 48 pages, sont uniformisés en 44 planches. Leur nombre passe ainsi de 21 à 24. 

## Présentation de l'album
Boule, un petit garçon comme les autres, a comme meilleur copain Bill, son facétieux cocker. Les gags sont basés sur la vie quotidienne de Boule et Bill.
L'histoire no 417 marque la première apparition de la tortue Caroline, et le no 393 de Bernard le Saint-bernard
Les gags no 378 et no 385 et no 429 à no 434 se déroulent à la période hivernale, respectivement à la fin des années 1967 et 1968 au moment de leurs pré-publications.

## Gags
- Curieuse histoire (no 412)
- Éternel retour (no 411)
- A suivre (no 386)
- Icedog (no 385)
- La « mush » du coche (no 383)
- Pôle d'attraction (no 384)
- Baisse un peu l'abajoue (no 382)
- Histoire à rebondissements (no 381)
- Tout flatteur... (no 380)
- Pic (no 379)
- Mais où sont les neiges d'antan ? (no 378)
- Il y a un os ! (no 387)
- ...et que ça saute ! (no 388)
- Dépannage (no 389)
- Que d'os ! Que d'os ! (no 390)
- Bête à pleurer (no 391)
- A ne pas mettre un chien dehors (no 392)
- Saint-bernard à l'air miteux (no 393)
- A la traîne (no 431)
- 22, voilà le chef ! (no 433)
- Bill et boules (no 434)
- Oh ! Quel pétard ! (no 429)
- Au voleur ! (no 394)
- Les mauvais comptes... (no 395)
- ...font les mauvais amis (no 396)
- Banc public (no 397)
- Petit avion deviendra grand (no 398)
- L'affaire du collier (no 399)
- Gardien de brute (no 400)
- As-tu compté les étoiles ?... (no 401)
- Du chat dans la gorge (no 402)
- Tel père, tel chien (no 403)
- « Doggy-talkie » (no 404)
- Oeil pour oeil (no 405)
- Il court, il court... (no 406)
- Nom d'une pipe ! (no 407)
- Non de non ! (no 408)
- Le grand match (no 409)
- Coin de page (no 410)
- Boule et billes (no 413)
- 'Y a un truc ! (no 414)
- Baâllons !... (no 415)
- Psychose (no 416)
- Les héros sont effrayés ! (no 417)
- Mâtine Carol(ine) (no 418)
- Savante filature (no 419)
- Rue de chiens (no 420)
- Mimétisme (no 421)
- Mélomanes (no 422)
- Casse-croûte et casquette (no 423)
- V'la l'bon vent... (no 424)
- Sombre tableau (no 425)
- Très snob (no 426)
- L'union fait la force (no 427)
- Double bang ! (no 428)
- ...et bonne santé ! (no 430)
- Machinalement (no 432)
- Bill sur canapé (no 435)
- Caroline a bon dos ! (no 436)

## Personnages principaux
- Boule, le jeune maître de Bill.
- Bill, le cocker roux susceptible et farceur.
- Caroline, la tortue romantique amoureuse de Bill.
- Pouf, le meilleur ami de Boule.
- Les parents de Boule.

### Articles externes
- « Boule et Bill -6- 60 gags de Boule et Bill N° 6 », sur bedetheque.com.
- Boule et Bill - Tome 10 : Bill, chien modèle sur dupuis.com (consulté le 13 mars 2022).
- Boule et Bill - Tome 11 : Bill de match sur dupuis.com (consulté le 13 mars 2022).